# Friends with Better Lives
Friends with Better Lives ou Amours : mode d'emplois (Suisse), est une série télévisée américaine en treize épisodes de 23 minutes créée par Dana Klein dont seulement huit épisodes ont été diffusés entre le 31 mars, et le 26 mai 2014 sur le réseau CBS et en simultané au Canada sur Citytv.
En Suisse, la série est diffusée depuis le 18 octobre 2015 sur RTS Un (première sur RTS Deux). Elle reste inédite dans les autres pays francophones.

## Synopsis
La série suit la vie de six amis, chacun se trouvant à un stade particulier de sa vie et se comparant aux autres. Will est de nouveau célibataire toujours attaché à son ex-femme; Jules et Lowell sont tout juste fiancés; Kate est une femme d'affaires avec une brillante carrière qui n'a pas beaucoup de chance avec ses rendez-vous; Andi et Bobby forment un couple marié et heureux mais qui regrettent la flamme de leurs premiers émois.

## Distribution

### Acteurs principaux
- Kevin Connolly (VF : Jérémy Prévost) : Bobby Lutz
- Majandra Delfino (VF : Flora Kaprielian) : Andi Lutz
- James Van Der Beek (VF : Thierry Wermuth) : Will Stokes
- Zoe Lister-Jones (VF : Barbara Beretta) : Kate McLean
- Brooklyn Decker (VF : Marie Tirmont) : Jules Talley
- Rick Donald (VF : Damien Boisseau) : Lowell Peddit

### Invités
- Smith Cho : Val (épisode 1)
- Desi Lydic : Jess (épisode 2)
- Tara Holt (de) : Janet (épisode 2)
- Stephen Tobolowsky : Dr Adleman (épisode 3)
- George Wyner : Dr Gunderson (épisode 3)
- Nick Zano : Handy Randy (épisode 4)
- Jonathan Slavin (en) : Arthur (épisode 5)
- Thomas Barbusca : Kid #2 (épisode 5)
- Donnell Turner (en) : Cop #2 (épisode 5)
- Shelley Hennig : Molly (épisode 6)
- Michael B. Silver : Kenneth (épisode 6)
- Kyle Howard (en) : Tom (épisode 6)
- Aria Pullman : Miss Lily (épisode 6)
- Ryan McPartlin : Sam (épisode 7)
- Sarah Dumont : Emma (épisode 7)
- Stephanie Faracy (en) (VF : Françoise Pavy) : Barbara (épisode 7)
- Hayes MacArthur (en) (VF : Éric Aubrahn) : Zac (épisode 7)
- Annie Korzen (en) : Seamstress (épisode 7)
- Peter Mackenzie (en) Jim (épisode 8)
- Jackson Brundage : Brandon (épisode 8)
- Brooke Lyons : Linda (épisode 8)
- Beverly D'Angelo : Gretchen (épisode 8)
- Elizabeth Olin (en) : Young Estelle Markowitz (épisode 8)
- Mark Feuerstein (VF : Éric Aubrahn) : Simon (épisode 8)
- Josh Casaubon (arz) : Michael (épisode 8)
- Bunny Levine (VF : Françoise Pavy) : Estelle Markowitz (épisode 8)
- Meagen Fay (VF : Françoise Pavy) : Frances Bowmont (épisode 10)
- Tommy Dewey (en) : Tim (épisode 10)
- Ben Lawson : Doug (épisode 11)
- Horatio Sanz (en) : Craig (épisode 11)
- Lauren Lapkus : Deena (épisode 12)
- Fiona Gubelmann : Kelly (épisode 13)
- Maz Jobrani : Henry (épisode 13)

- Version française
  - Société de doublage : Libra Films[5],[6]
  - Direction artistique : Catherine Lafond[6]
  - Adaptation des dialogues : Jessica Bluthe, Catherine Lafond, Caroline Gere et Bérangère Alguemi[6]

 Source et légende : version française (VF) sur RS Doublage et Doublage Séries Databse

## Fiche technique
- Réalisateur du pilote : James Burrows
- Producteurs exécutifs : Dana Klein et Aaron Kaplan
- Société de production : Kapital Entertainment et 20th Century Fox Television

## Développement

### Production
Le projet a été présent à CBS en septembre 2012, qui a commandé un pilote en janvier 2013, puis a commandé la série le 12 mai 2013 et a annoncé trois jours plus tard qu'elle serait diffusée à la mi-saison.
Le 10 mai 2014, CBS annule la série, mais finira tout de même de diffuser les épisodes produits.
Le 27 mai 2014, CBS retire la série de l'horaire, laissant cinq épisodes inédits.

### Casting
Les rôles ont été attribués dans cet ordre : James Van Der Beek, Brooklyn Decker, Rick Donald, Kevin Connolly, Majandra Delfino et Zoe Lister-Jones.

## Épisodes
| № | Titre                                               | Réalisation          | Scénario                                    | Première diffusion         | Diffusion suisse  | Code de prod. | Audience (millions) |
| --- | --------------------------------------------------- | -------------------- | ------------------------------------------- | -------------------------- | ----------------- | ------------- | ------------------- |
| 1 | Un anniversaire inoubliable Pilot                   | James Burrows        | Dana Klein                                  | 31 mars 2014               | 18 octobre 2015   | 1AWT79        | 7,63                |
| Quand Jules rencontre Lowell, l'homme de ses rêves, tout n'est que bonheur et romantisme et ils décident très rapidement de se marier. Pendant ce temps, pour prouver à Will qu'elle n'est ni difficile, ni superficielle, Kate accepte un rendez-vous.                    |                                                     |                      |                                             |                            |                   |               |                     |
| 2 | Cinq secondes fatidiques Window Pain                | Todd Holland         | Adam Chase (en)                             | 14 avril 2014              | 25 octobre 2015   | 1AWT02        | 5,69                |
| Puisque Will a du mal à se trouver une femme tout seul, Kate lui propose de l'emmener dans un bar. Entre-temps, la grossesse d'Andi se passe bien, hormis le fait que ses hormones décuplent ses sensations et affolent sa libido.                                         |                                                     |                      |                                             |                            |                   |               |                     |
| 3 | Que le meilleur gagne Game Sext Match               | Fred Savage          | Justin Nowell                               | 21 avril 2014              | 1er novembre 2015 | 1AWT06        | 5,41                |
| Will tente d'être plus extraverti pour son nouveau rendez-vous amoureux. Pendant ce temps, Kate essaie de faire main basse sur l'organisation du mariage de Jules. |                                                     |                      |                                             |                            |                   |               |                     |
| 4 | Randy la bricole Pros and Cons                      | Fred Savage          | Kate VanDevender                            | 28 avril 2014              | 8 novembre 2015   | 1AWT04        | 6,11                |
| Kate dort accidentellement avec un 'escort man', et se demande comment elle peut revenir en arrière. Pendant ce temps, Bobby et Andi sont aux prises avec un rat dans le grenier. Will est persuadé que Lowell lui a volé sa veste.                                        |                                                     |                      |                                             |                            |                   |               |                     |
| 5 | Les Voleurs de vélos The Bicycle Thieves            | Fred Savage          | Michael Markowitz (arz)                     | 5 mai 2014                 | 22 novembre 2015  | 1AWT05        | 4,92                |
| 6 | Double coup de foudre Yummy Mummy                   | Victor Gonzalez (en) | Nastaran Dibai                              | 12 mai 2014                | 29 novembre 2015  | 1AWT07        | 4,81                |
| 7 | Le Maître et les marionnettes Cyrano de Trainer-Zac | Fred Savage          | Michael Markowitz                           | 19 mai 2014                | 6 décembre 2015   | 1AWT08        | 5,13                |
| Kate n'est pas impressionnée par sa sortie avec l'entraineur de Will. Pourtant ce dernier lui attribue tout le mérite de l'étonnante nuit qu'ils ont passée ensemble. Andi loue les services d'un magnifique baby-sitter et ne recule devant rien pour se faire remarquer. |                                                     |                      |                                             |                            |                   |               |                     |
| 8 | Les Joies du mariage Something New                  | Phill Lewis          | Michael Markowitz et Justin Nowell          | 26 mai 2014                | 13 décembre 2015  | 1AWT09        | 5,31                |
| 9 | Surprises                                           | Todd Holland         | David Hemingson                             | 30 septembre 2014 (Amazon) | 13 décembre 2015  | 1AWT01        |                     |
| 10 | L'Homme idéal Deceivers                             | Todd Holland         | Stephanie Furman Darrow                     | 30 septembre 2014          | 13 décembre 2015  | 1AWT03        |                     |
| 11 | La Glandouille sympatouille No More Mr. Nice Guy    | Bob Koherr           | Stephanie Furman Darrow et Kate VanDevender | 30 septembre 2014          | 20 décembre 2015  | 1AWT10        |                     |
| 12 | À la recherche de l'âme sœur The Lost and Hound     | Phill Lewis          | Daniel Spector et Jessica Polonsky          | 30 septembre 2014          | 20 décembre 2015  | 1AWT11        |                     |
| 13 | Les Imposteurs The Imposters                        | Rob Schiller         | Adam Chase et Nastaran Dibai                | 30 septembre 2014          | 20 décembre 2015  | 1AWT12        |                     |

## Audiences
Diffusé après le final de la série How I Met Your Mother, le pilote a attiré 7,63 millions de téléspectateurs.